# Ingwiller
 Ingwiller (en alsacià Íngwiller) és un municipi francès, situat a la regió del Gran Est, al departament del Baix Rin. L'any 2004 tenia 3.988 habitants.
Forma part del cantó d'Ingwiller, del districte de Saverne i de la Comunitat de comunes de Hanau-La Petite Pierre.

## Demografia
| 1962  | 1968  | 1975  | 1982  | 1990  | 1999  |
| ----- | ----- | ----- | ----- | ----- | ----- |
| 3.074 | 3.257 | 3.674 | 3.900 | 3.753 | 3.847 |

## Administració
| Període   | Identitat     | Partit |
| --------- | ------------- | ------ |
| 1992-2001 | Jean Westphal |        |
| 2001-     | Hugues Danner |        |